# Едгар-Спрінгс (Міссурі)
Едгар-Спрінгс (англ. Edgar Springs) — місто (англ. city) в США, в окрузі Фелпс штату Міссурі. Населення — 199 осіб (2020).

## Географія
Едгар-Спрінгс розташований за координатами 37°42′18″ пн. ш. 91°52′4″ зх. д. / 37.70500° пн. ш. 91.86778° зх. д. (37.705005, -91.867883).  За даними Бюро перепису населення США в 2010 році місто мало площу 1,70 км², з яких 1,69 км² — суходіл та 0,00 км² — водойми. В 2017 році площа становила 1,22 км², з яких 1,21 км² — суходіл та 0,00 км² — водойми.

### Клімат
| Клімат : Едгар-Спрінгс | Клімат : Едгар-Спрінгс | Клімат : Едгар-Спрінгс | Клімат : Едгар-Спрінгс | Клімат : Едгар-Спрінгс | Клімат : Едгар-Спрінгс | Клімат : Едгар-Спрінгс | Клімат : Едгар-Спрінгс | Клімат : Едгар-Спрінгс | Клімат : Едгар-Спрінгс | Клімат : Едгар-Спрінгс | Клімат : Едгар-Спрінгс | Клімат : Едгар-Спрінгс | Клімат : Едгар-Спрінгс |
| Показник               | Січ.                   | Лют.                   | Бер.                   | Квіт.                  | Трав.                  | Черв.                  | Лип.                   | Серп.                  | Вер.                   | Жовт.                  | Лист.                  | Груд.                  | Рік                    |
| Середній максимум, °C  | 5,0                    | 8,3                    | 13,9                   | 20,0                   | 25,0                   | 28,9                   | 32,2                   | 31,7                   | 27,2                   | 21,1                   | 13,3                   | 7,2                    | 19,5                   |
| Середній мінімум, °C   | −6,7                   | −3,9                   | 0,6                    | 6,1                    | 11,1                   | 16,1                   | 18,9                   | 17,8                   | 13,3                   | 6,7                    | 1,7                    | −3,9                   | 6,5                    |
| Норма опадів, мм       | 60                     | 64                     | 100                    | 114                    | 122                    | 113                    | 90                     | 83                     | 106                    | 94                     | 113                    | 87                     | 1146                   |
| ---------------------- | ---------------------- | ---------------------- | ---------------------- | ---------------------- | ---------------------- | ---------------------- | ---------------------- | ---------------------- | ---------------------- | ---------------------- | ---------------------- | ---------------------- | ---------------------- |
| Джерело:               |                        |                        |                        |                        |                        |                        |                        |                        |                        |                        |                        |                        |                        |

## Демографія
Згідно з переписом 2010 року, у місті мешкало 208 осіб у 87 домогосподарствах у складі 58 родин. Густота населення становила 123 особи/км².  Було 112 помешкання (66/км²).
Расовий склад населення:
| - 95,7 % — білих |

До двох чи більше рас належало 4,3 %. Частка іспаномовних становила 1,0 % від усіх жителів.
За віковим діапазоном населення розподілялося таким чином: 23,1 % — особи молодші 18 років, 63,9 % — особи у віці 18—64 років, 13,0 % — особи у віці 65 років та старші. Медіана віку мешканця становила 37,5 року. На 100 осіб жіночої статі у місті припадало 89,1 чоловіків;  на 100 жінок у віці від 18 років та старших — 86,0 чоловіків також старших 18 років.
Середній дохід на одне домашнє господарство  становив 34 013 долари США (медіана — 32 813), а середній дохід на одну сім'ю — 37 470 доларів (медіана — 34 375). За межею бідності перебувало 19,3 % осіб, у тому числі 23,1 % дітей у віці до 18 років та 25,0 % осіб у віці 65 років та старших.
Цивільне працевлаштоване населення становило 64 особи. Основні галузі зайнятості: роздрібна торгівля — 32,8 %, освіта, охорона здоров'я та соціальна допомога — 21,9 %, публічна адміністрація — 18,8 %.